# Aumelasia
Aumelasia es un género de mamífero artiodáctilo extinto perteneciente a la familia Dichobunidae que vivió a comienzos del Eoceno hace 56 millones de años. Siendo uno de los artiodáctilos más antiguos conocidos junto con Amphitragulus y otros dicobúnidos como Diacodexis y Protodichobune.
Sus restos fósiles han sido hallados únicamente en Francia especialmente en Occitania.

## Especies
El género contiene las siguientes especies:
- Aumelasia menieli†
- Aumelasia sundrei†
- Aumelasia gabineaudi†